# Frank Washington Jarvis
Frank Washington Jarvis, també conegut com a Francis Jarvis, (31 d'agost de 1878 - 2 de juny de 1933) fou un atleta estatunidenc guanyador dels 100 metres llisos als Jocs Olímpics de 1900 a París.
Jarvis, junt al seu compatriota Arthur Duffey, que feia poc havia guanya els campionats britànics de velocitat, arribaren a París com a favorits per a la victòria final en la cursa dels 100 metres llisos. Durant les proves classificatòries dels 100 metres llisos, Jarvis i un altre compatriota, John Tewksbury, aconseguiren igualar el rècord del món amb 10,8 segons. Ja a la gran final Jarvis s'aprofità d'una lesió muscular de Duffey per guanyar la medalla d'or. En aquests mateixos Jocs Jarvis participà en triple salt, però sense obtenir una bona classificació.
En finalitzar la seva carrera esportiva va exercir com a advocat.